# Batalha de Serres
A batalha de Serres (em búlgaro:  Битка при Сяр; em grego:  Μάχη των Σερρών) foi travada em 1196 perto da cidade de Serres, na moderna Grécia, entre os exércitos do Império Bizantino e do Império Búlgaro, resultando numa vitória búlgara.

## Contexto
Depois do início da revolução contra o domínio bizantino em 1185 e especialmente depois da vitória em Tryavna, os búlgaros detinham firmemente a iniciativa da guerra. Eles começaram capturando diversos territórios na Trácia e na Macedônia dos bizantinos. Como bases para suas operações, o exército búlgaro utilizou seus castelos ao norte da cordilheira dos Balcãs e ao longo do curso do Danúbio.
Entre 1190 e 1195, muitas cidades no sul e sudoeste da Bulgária foram libertadas. Durante a preparação para uma terceira campanha contra a Bulgária, o imperador bizantino Isaac II Ângelo foi deposto por seu irmão, Aleixo III Ângelo, que ofereceu a paz ao tsar João Asen I, que exigiu a devolução de todas as terras búlgaras, algo que ele sabia que os bizantinos jamais aceitariam.

## A batalha
No mesmo ano, o exército búlgaro avançou profundamente em território bizantino na direção sudoeste e alcançou a região de Serres depois de tomar diversos castelos no caminho. Durante o inverno, os búlgaros recuaram para o norte, mas reapareceram no ano seguinte e derrotaram o exército bizantino comandado pelo sebastocrator Isaac perto dali. Durante a batalha, a cavalaria bizantina foi cercada, o que resultou em pesadas baixas, e Isaac foi capturado.

## Consequências
Ao invés de um retorno triunfal, o retorno para a capital búlgara, Tarnovo, terminou em tragédia. Um pouco antes de chegar, João Asen I foi assassinado pelo seu primo, Ibanco, que havia sido pago pelos bizantinos. Porém, o estratagema não foi suficiente para interromper os sucessos búlgaros, pois Ibanco não conseguiu tomar o trono e acabou tendo que fugir para Constantinopla enquanto os búlgaros continuaram a expansão durante o reinado do irmão caçula de João Asen, Joanitzes (r. 1197–1207).